# Berberis aetnensis
Espèce
Classification phylogénétique
Berberis aetnensis, le Berbéris de l'Etna, est une espèce de plantes à fleurs de la famille des Berberidaceae. C'est un arbuste épineux trouvé dans le sud de l'Europe (sud de l'Italie (Campanie, Basilicate, Calabre, Sicile, Sardaigne), Croatie, Bosnie-Herzégovine et Monténégro). En France, on ne le trouve qu'en Corse.